# LFC TV
LFC TV是英國球會利物浦足球俱樂部的官方電視頻道，於2007年9月20日開始播出。LFC TV是Setanta體育（Setanta Sports）旗下的頻道之一。
該頻道也在其官方網站（页面存档备份，存于）上提供付费在線直播。

## 頻道播出內容
- 利物浦工作人員和球員的獨家訪問
- 利物浦在英超聯賽、歐洲冠軍聯賽和聯賽杯的賽事轉播
- 直播新聞節目：LFC Interactive （英国时间18:00首播，22:30重播，於周一到周五及比賽日播出）
- 經典賽事，也包括英超最佳百場賽事
- 友誼賽及利物浦後備隊的賽事播出
- 俱樂部歷史紀錄片

## 主持人
- Claire Rourke[1]
- Peter McDowall[2]
- Matt Critchley[3]
- Paul Salt
- Sophie Fairclough
- 約翰·巴恩斯——前利物浦球員

## 外部連結
- Subscribe to LFC TV
- LFC TV Programme schedule